# Ангелина Сръбска
Ангелина Арианити Комнина, още Ангелина Бранкович или Ангелина Сръбска и Майка Ангелина (на сръбски: Ангелина Српска или Мати Ангелина, Ангелина Бранковић, Angelina Branković; Angeljina Aranit Komneni; * ок. 1440; † 30 юли 1520, Крушедолски манастир, Сърбия), е благородничка от албанските земи и чрез женитба и деспина на Моравското деспотство. Тя е канонизирана за светица на Сръбската православна църква.
Неин правнук е великият княз на Влашко – Теодосий I.

## Живот
Тя е шеста дъщеря на войводата от албанските земи Георги Арианит (1383 – 1462) от рода Арианити и първата му съпруга Мария Музака. Сестра е на Доника Кастриоти, която от 21 април 1451 г. е съпруга на Георги Кастриоти-Скендербег.
Ангелина се омъжва през ноември 1460 г. за Стефан Бранкович, деспот на моравските земи от 1458 до 1459 г., син на деспот Георги Бранкович. Ангелина и Стефан напускат балканските земи и от 1461 г. живеят в Северна Италия.
Бранкович умира през 1476 г. в замъка Белград близо до Удине. Ангелина и семейството ѝ заминават за Унгария, където по-големият ѝ син Георги става нов титулярен деспот на Сръбското деспотство (1486 г.) Ангелина се връща в Срем, пренасяйки костите на деспот Стефан като мощи и през 1486 г. го погребва в Купиново в специално построената за целта църква.
През 1509 г. тя става монахиня в основания от нея женски Крушедолски манастир във Фрушка гора. След смъртта си е погребана в манастирски гроб заедно с тленните останки на сина ѝ Йован.
Ангелина Бранкович е канонизирана от сръбската православна църква. Паметта ѝ се почита от църквата на 1 юли, 30 юли или 10 декември.
- Православна икона (от 17-и век), представяща Ангелина и семейството ѝ
- Реликвите на Ангелина
- Ангелина Сръбска, фреска в манастир Крушедол

## Деца
Всички деца на Ангелина и Стефан носят по наследство деспотската титла:
- Йован Бранкович († 10 декември 1502)
- Георги Стефанович Бранкович (1461 – 18 януари 1516), сръбски деспот, по-късно станал архиепископ под името Максим
- Ирена († млада)
- Мария Бранкович (* 1466, Охрид; † 27 август 1495, Казале Монферато), омъжена на 8 юли 1485 г. в Инсбрук за Бонифаций III Палеолог, маркграф на Монферат (1426 – 1494).